# WikiScanner

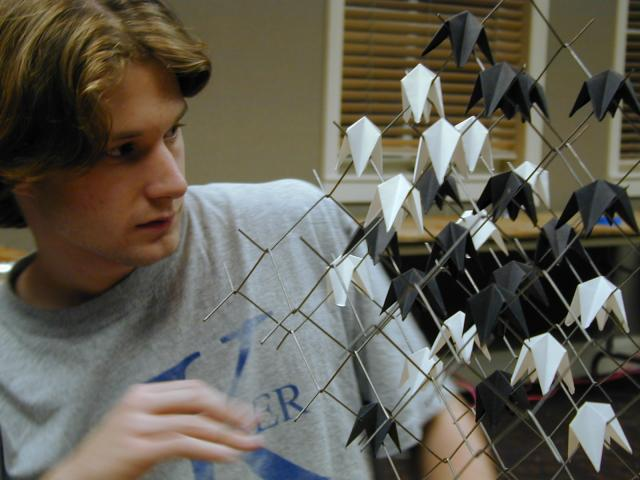
開発者のバージル・グリフィス

WikiScanner（ウィキスキャナ）とはウィキペディア上の情報の書き換えをした非ログインユーザーのIPアドレス記録を解析し、さらにそこから得たIPアドレスと企業や政府機関等のIPアドレスのつきあわせを行なう検索サービスである。ウィキペディアで公開されている非ログインユーザー（IPユーザー）の編集履歴を解析するツールであり、ログインユーザーの編集については接続元のIPアドレスが公開されていないため解析対象にならない。WikiFind（ウィキファインド）と呼ばれることもある。
カリフォルニア工科大学情報工学専攻のバージル・グリフィスが開発し2007年8月14日に発表した。発表当初はWikipedia Scanner（ウィキペディア・スキャナ）とも呼ばれた。
2016年10月に、運営に多額の費用がかかることを理由としてグリフィスはWikiscannerのサービスを閉鎖した。

## 概要
ウィキペディアはそのシステム、理念上の理由から特定の保護ページなどを除いて、誰もが全てのページを編集することができる。そのため、第三者を装って自分や自分に関係する項目の内容を都合よく書き換える行為（自作自演）が問題にされてきたが、その実態はなかなか明らかにされることはなかった。
これまで非ログインユーザーの編集内容は個々のIPアドレスごとには閲覧可能なものの、IPレンジや組織単位での把握は簡単にはできなかった。WikiScanner を使うと、ウィキペディアを編集をした際に使用した特定のIPレンジあるいは組織の名前、その編集作業の内容が一目瞭然となる。
AP通信のインタビューに対し、グリフィスは「自分の嫌いな企業や団体の面目をつぶすようなちょっとした騒動が巻き起こせたらいいね」と述べた。
また、WikiScanner のFAQページにおいて、グリフィスはWikiScannerの有用性を以下のように説明している。
大抵の、特に論争になっていない話題についてはウィキペディアはすでに（十分に）役に立っています。しかし、論争の的になるような話題においては、WikiScannerのようなツールを用いることでウィキペディアはさらに信用できるものになるでしょう。
さらにまた、グリフィスは誰でも参加が可能という「開かれた」システムを持つウィキペディアが抱える問題への対応としてWikiScannerの有用性を以下のようにも訴えている。
あらゆる種類の「開かれた」プロジェクトにおいては、人々が匿名で編集をすることを認めながらも、様々なバックエンドの解析を用いて荒らしや情報改ざんを是正できるようにした方がいいと強く思います。
なお、グリフィスはウィキメディア財団に雇用されていたことは無く、「WikiScannerは100パーセント非営利目的である」と述べている。

## 技術的背景
ウィキペディアではユーザー登録を行わずに記事を編集することができるが、その際に記事の編集履歴にユーザー名の代わりにIPアドレスがだれでも閲覧可能な状態で記録される。グリフィスは WikiScanner のFAQページにおいて、2002年2月から2007年8月までの累計34,417,493に及ぶIPユーザーの編集をデータベース化していると表明した。このデータベースは当初、グリフィスがウィキペディアにおける匿名の編集履歴を誰でも抽出可能にするために約1ヶ月かけて構築したとされる。
IPアドレスからリモートホストの変換リストは2,668,095個に及び、そのうち累計187,529ホストから1回以上のウィキペディアへの編集が確認された。
このサイトへの主な批判は「ある機関からウィキペディアへの編集が確認されたとして、その編集が業務として行われたり正規職員が行ったかどうかは判らない。外部者がネットワークを利用して編集したのかもしれない」というものである。
バチカン市国からの編集が話題に上っている件については、著名なハッカーであるケビン・クーラン(Kevin Curran)は「この編集はバチカンが業務として行ったものかどうかを判別するのは難しい。悪意のユーザーがバチカン市国に侵入したり、IPスプーフィングなどのハッキングによって編集を行ったことも考えられる」とBBSの取材に対して語った。
これらの批判に対しFAQページでグリフィスは
確かにある機関からの編集が業務で行われたか、それとも悪意のユーザーが行ったのであるかを判別するのは難しい。しかし、我々は編集がある機関から行われた。という事実については確認することができる。

外部者が勝手に編集を行っているとして、そうであればそのネットワークは脆弱性を抱えているということが我々は類推できる。
と表明している。

## マスメディアの反応
Wiredはアルジャジーラ・FOXニュース・ロバート・バード上院議員・CIAなどの編集を「恥ずかしい編集例」として取り上げ、「面白い投稿」について読者投票を行った。
BBCはセキュリティシステム会社ディボールドが電子投票装置 (en:voting machine) について行った編集例やバチカンからの編集例を取り上げたが、タイムズは「そう云うBBCがウィキペディアを書き換えている」と報道した。
日本ではNHKのテレビ番組『未来観測 つながるテレビ@ヒューマン』にバージル・グリフィスがインタビューに応じ、ウィキペディアを利用した企業による自作自演の宣伝活動に対し批判した。

## 話題となった主な編集
WikiScannerによって、大企業や政府の内部ネットワークアドレスを発信元とするIPアドレスにより、ウィキペディアの内容が編集された疑いがあることが明らかになっている。大半は趣味関係のものや専門知識を元にした修正だが、中には他人の誹謗中傷を書き込んだり都合の悪い情報を削除しているケースもあった。しかしながら一部報道機関の報道では編集内容の適当・不適当問わず改竄という言葉が盛んに使われた。
例えば、オーストラリア首相府が閣僚に対して批判的なウィキペディア内の記事を削除していたことが2007年8月24日に明らかとなった。他、「フリーメイソンやモルモン教は悪魔の所業」や「イエス・キリストこそ唯一の神だ」といった過激な表現の記事を書き込んでいたことも判明し、釈明に追われた。
日本語版においても2007年、厚生労働省や農林水産省から大量の記事の編集が行われていたことが発覚した（以下ウィキペディア日本語版の場合参照）。厚労省からは消えた年金問題で政府を追及していた民主党衆議院議員・長妻昭に対する誹謗中傷、農水省からはガンダムの項目への大量の編集等がなされた。これを受け、両省の事務次官はそれぞれ記者会見で「遺憾である」とするコメントを発表した。この事件以後、各省庁内部のコンピュータシステムを、ウィキペディアの編集不可に設定変更するなど対処をしている。一方で、省庁外部のコンピュータによる改竄の可能性も一部では指摘されている。
なお、日本語版 WikiScanner の開発には、エイザ・ラスキンが貢献している。

### ウィキペディア日本語版の場合
- 衆議院から接続のIPユーザーが自民党の大村秀章を「社会保障分野にも明るく、自民党の若手社会保障専門家として頭角を現す」等と賛美する記述を追加[10]。
- 参議院から接続のIPユーザーが、自民党の山谷えり子の過去の部分で選択的夫婦別姓法案賛成者であったことや統一教会関連等を削除[11][12][13][14][15][16][17][18]。
- 内閣府から接続のIPユーザーが猪口邦子少子化・男女共同参画担当大臣への批判記述を除去[19]。
- 厚生労働省から接続のIPユーザーが民主党の長妻昭議員を「行政官を酷使して自らの金稼ぎにつなげている」等と中傷する記述を追加[20][19]。又、アダルトゲーム『ななついろ★ドロップス』への加筆などの編集[21][22]。
- 農林水産省から接続のIPユーザーがガンダムシリーズ等に関して記述[21]。
- 文部科学省から接続のIPユーザーが本間正明前税制調査会長の不祥事を一括除去[21]。
- 宮内庁から接続のIPユーザーが天皇陵や宮内庁関連についての記述を編集。このIPユーザーの編集内容は概ね妥当なものであったが、後日、宮内庁は庁内からウィキペディアの編集を禁止したことを明らかにした[23]。
- アメリカ合衆国の共和党から接続のIPユーザーがイラクの「占領軍」との記述を「解放軍」に書き換え[24][25]。
- 2006年10月24日、駐日アメリカ合衆国大使館から接続されたIPユーザーがウィキペディア日本語版の「朝鮮の歴史#近代」を削除し、「朝鮮に歴史なし 昔から中国、日本、偏狭蛮族の属国」と書き込む[26][27][28]。
- 読売新聞から接続のIPユーザーが押し紙問題に関して記述[29]。
- 任天堂から接続のIPユーザーがゲームキューブの初期不良に関する記述を除去[30]。
- エイベックス・ディー・ディーから接続のIPユーザーがエイベックスの「不祥事・問題・疑惑」部分を削除[31]。
- 株式会社アイラインから接続のIPユーザーが、アイラインおよび親会社であるフジスタッフの項目から「偽装請負問題」や「協力会費の天引き」の部分を削除[32]。
- コナカから接続のIPユーザーが、コナカの「残業代逃れ問題」部分および残業代支払い逃れ関連の投稿を削除。更に自社製品やCMキャラクターの宣伝記述を投稿[33]。

### 日本語版以外のウィキペディアの場合
- アメリカ国家安全保障局 (NSA) から接続のIPユーザーがエシュロンに関する記述を削除[30]。
- 中央情報局から接続のIPユーザーがイラク戦争やベトナム戦争の記事を我田引水修正[34]。
- イスラエル政府から接続のIPユーザーがガザ地区における民間人殺傷に関する記述を削除[30]。
- オランダ王室のヨハン・フリーゾ王子とその妻のメイベル・ウィサスミットが、自らの過去についての不都合な情報を王宮内のコンピュータから編集[35]。
- マイクロソフトの広告代理店から接続のIPユーザーが「MSNはGoogleと並ぶ有力な検索エンジン」と記載[30]。
- 英国放送協会(British Broadcasting Corporation,BBC)から接続のIPユーザーがブレア首相(Tony Blair)を酔っ払い・セックスマニアと記述[30]。
- ソニー・コンピュータエンタテインメント・ヨーロッパがXbox 360のゲームソフト・Halo 3について中傷的な文章を記載[36]。
- マイクロソフトから接続のIPユーザーがプレイステーション2、プレイステーション3に関して中傷的な文章を記載[37]。
- ニューヨーク・タイムズから接続のIPユーザーがジョージ・W・ブッシュを"Jerk"などと中傷[38]。

## ウィキペディア上での反応
ジミー・ウェールズは WikiScanner による騒動を「すばらしい…気に入った。このツールはウィキペディアにおける加筆者の情報をこれまで以上に得られる。俺はこんなツールを待っていた!」と表明した。別の話では、ウェールズは「これは大好きだ。大いにサポートしよう」と語ったともいわれる。
BBCに対し、ウィキペディアの匿名スポークスマンは「このツールはウィキペディアの透明性に対して貢献を行い、ウィキペディアは次の段階に達しようとしている。WikiScanner は特定機関や個人からの記事編集を低減させるかもしれない」と語った。